# Дизнијева галерија
Дизнијева галерија је један од атрактивних простора  за продају робе у Дизниленду у Анахајму, Калифорнија, Сједињене Америчке Државе. Отворен је на својој тренутној локацији у главној улици у САД 2. октобра 2009. године. Од 1987-2007 налазио се на Њу Орлеанс скверу изнад атракције Пирати са Кариба. 

## Намена
Галерија је променљиви изложбени простор фокусиран првенствено на излагање уметничка дела Волт Дизнијеве креативне радионице настала у дизајнирању тематског парка Дизниленд. Изложени експонати који се односи на актуелну изложбу обично су посетиоцима доступна и за куповину.

## Историја

### Краљевски апартман
Почетком 1960-их, док је изградња  Њу Орлеанс сквера текла, Волт Дизни је одлучио да му је потребан већи забавни објекат за разне ВИП особе које су долазиле у парк. Већ је имао стан изнад Ватрогасне станице у главној улици у САД, али је био премали да угости госте великих догађаја. Волт је одлучио да апартман смести на Њу Орлеанс скверу, далеко од гужве и вреве парка.
Волт је довео сценографкињу Доротеју Редмонд, познату по сценографији у Прохујало са вихором, да му помогне око дизајнирања стана. Да би опремио и уредио простор, Волт је послао  своју жену Лили и декоратера из студија Волт Дизни, Емила Курија да сарађују, као што су то радили  на другим пројектима (Клуб 33, Ватрогасни стан, итд.). Пројекат је назван Краљевски апартман, по улици на Њу Орлеанс скверу (Ројал Стрит) са које је и улаз у стан.
Волт Дизни је умро 15. децембра 1966. Као последица тога, многи пројекти су или стављени на чекање или напуштени. Краљевски апартман је напуштен на захтев  брата Роја. Осећао је да породица не може заиста да ужива у Краљевском апартману када је Волт отишао са овог света. Апартман је био прилично близу завршетка у време Волтове смрти, укључујући инфраструктуру и водовод.

### Нови станари
Осигуравајућа компанија Северне Америке (ИНА) преузела је локацију након што је Дизнијев стан напуштен. Задржали су Емилију Курија да украси простор како би се приближио изгледу Дизнијевог стана. ИНА је стан преименовала у Стан у Краљевској улицу 21, по адреси стана. Стан је служио је као угоститељски објекат за запослене и клијенте компаније ИНА током њиховог боравка у парку.
ИНА се иселила из апартмана 1974. године а у објекат се уселио Дизниленд интернеашионал, који је користи простор као извршну канцеларију, која је помогао у планирању токијског Дизниленда са компанијом Ориентал Ленд. У овом простору била је изложене велика макета будужег парка тако да су јапански руководиоци могли физички да виде изглед свог новог парка.

### Галерија
Дизниленд интернеашионал се иселио средином 1980-их када су прерасли своје седиште. Простору је остала неизвесна будућност. У то време, дизајнеру Тони Бактеру дат је задатак да сачини пројекат за побољшања саобраћаја гостију око атракције Пирати са Кариба (јер се ред за Пирате с времена на време толико продужио да је  блокирао стазу до Њу Орлеанс сквера и земље медведа.
Бактер се коначно одлучио за тренутну конфигурацију, са редом који иде испод тематског пасареле, чиме је ослободио шеталиште. Затим се загледао у Валтов стари краљевски апартман, одмах изнад реда и дизајнирао пар украсних степеница које би обухватиле пасареле и створиле јединствен оквир за екстеријер зграде. Бакстер је тада мислио да ће прелепо место попут Волтовог апартмана пропасти јер га гости парка не виде.
Када је Бакстер питао недавно изабраног председника компаније Волт Дизни и извршног директора Френка Велса какви су планови за простор на спрату. Велс му је рекао да се Клуб 33 бори за простор како би додао још места за чланство. Бакстер је потом дошао код Велса са идејом да оснује уметничку галерију отворену за госте парка, јер је Дизнијем иновациони тим одувек желели место за излагање својих уметничких дела за тематске паркове, који су били углавном невидљиви од стране јавности. Тако се родила идеја за оснивање Дизнијеве галерије.
Галерија је јединствена у целом Дизниленду јер је то једина локација у целом парку која је наведена и као атракција и као робна локација на мапи парка. Глумци који раде на овој локацији су посебно обучени да воде галерију као музеј. Чланови глумачке екипе се подстичу да гостима пруже бесплатне обиласке галерије, информишући посетиоце о богатој историји објекта и актуелној изложби.
Локација Галерије на Њу Орлеанс тргу затворена је 7. августа 2007. године, да би простор био претворен у Дизнијев апартман из снова (енг Disneyland Dream Suite). Простор са апартманима за смештај гостију са две спаваће собе и два купатила, користећи оригиналне дизајне из 1960-их које су креирали дизајнерка Дороти Редмонд и декоратер  Емил Кури у консултацији са Волтом Дизнијем. Том приликом уметнички директор Волт Диснијевог креативног тима Ким Ирвин, рекао је  да ће апартман „бити испуњен стварима које су могле инспирисати Волта док је сањао о Дизниленду“. Свака од спаваћих соба има посебан ефекат ноћног осветљења, који се активира притиском на дугме.

### Тренутна локација
Галерија је данас отворена на својој садашњој локацији Главна улица, САД (енг. Main Street U.S.A), 2. октобра 2009. у простору који је раније заузимао Пасошки центар/банка енг Annual Passport Center/Bank of Main Street U.S.A.

## Понуда
Неки од комада славе очуване атракције, комади који обележавају посебне догађаје или годишњице које се одржавају у парку, или ограничена издања, оригиналних уметничких дела, или пажљиво израђене статуе које су полако вајана током времена, и још много тога, може се открити у Дизнијевој галерији.
Осим тога, постоји и  прилика да се посетиоци галерије упознају неког од Волт Дизнијевих креатора или уметника док свраћају ради дељења аутограма. А ако сте заиста срећни, можда бисте чак могли да их видите како раде своју магију - уживо и у живим бојама!
У овој галерији могу се купити и класични комад цртежа и кулптура, инспирисаним сценама и искуствима из Дизнијевих тематских паркова широм света у иностранству.